# Northwick Park (metrostation)
Northwick Park is een station van de metro van Londen aan de Metropolitan Line. Het metrostation, dat in 1923 is geopend, ligt in de wijk Kenton.

## Geschiedenis
Op 2 augustus 1880 werd de Metropolitan Railway (MR), de latere Metropolitan Line, ten westen van Willesden Green doorgetrokken naar Harrow met Kingsbury en Neasden als enige station onderweg. Vanaf 1880 werd de lijn verder naar het westen verlengd en vertakt en om de reistijden tussen de binnenstad en de verafgelegen stations aanvaardbaar te houden besloot MR rond 1910 tot het instellen van een sneldienst. Daartoe werd het bovengrondse deel ten oosten van Harrow tussen 1913 en 1915 viersporig gemaakt. MR begon in 1915 haar grondposities rond de lijn aan te prijzen voor woningbouw en introduceerde vlak na de Eerste Wereldoorlog het begrip Metroland. Nieuwe woonwijken betekende nieuwe klanten en dus nieuwe stations, zodoende kwam er op 28 juni 1923 een station bij Northwick Park onder de naam Northwick Park and Kenton.   

## Ligging en inrichting
Het station ligt op de spoordijk tussen de woonwijken aan de noordkant en het naamgevende park aan de zuidkant. Aan de westkant van het park liggen, de Harrow campus van de Universiteit van Westminster alsmede Northwick Park Hospital, ten zuiden van het spoor. Het station is bereikbaar via een onderdoorgang onder de sporen van de metro en de Chiltern Railway. Het eilandperron is met een vaste trap verbonden met de onderdoorgang, de OV-poortjes staan onder aan de trap. Het perron ligt tussen de binnenste van de vier metrosporen en wordt dan ook alleen bediend door de stopdiensten, terwijl de sneldiensten het station op de buitenste sporen voorbij rijden. De rit naar Baker Street duurt gemiddeld 20 minuten, overstappers op de Overground en de Bakerloo Line mogen gebruik maken van het rond 400 meter noordelijker gelegen station Kenton zonder opnieuw het instaptarief te betalen. 

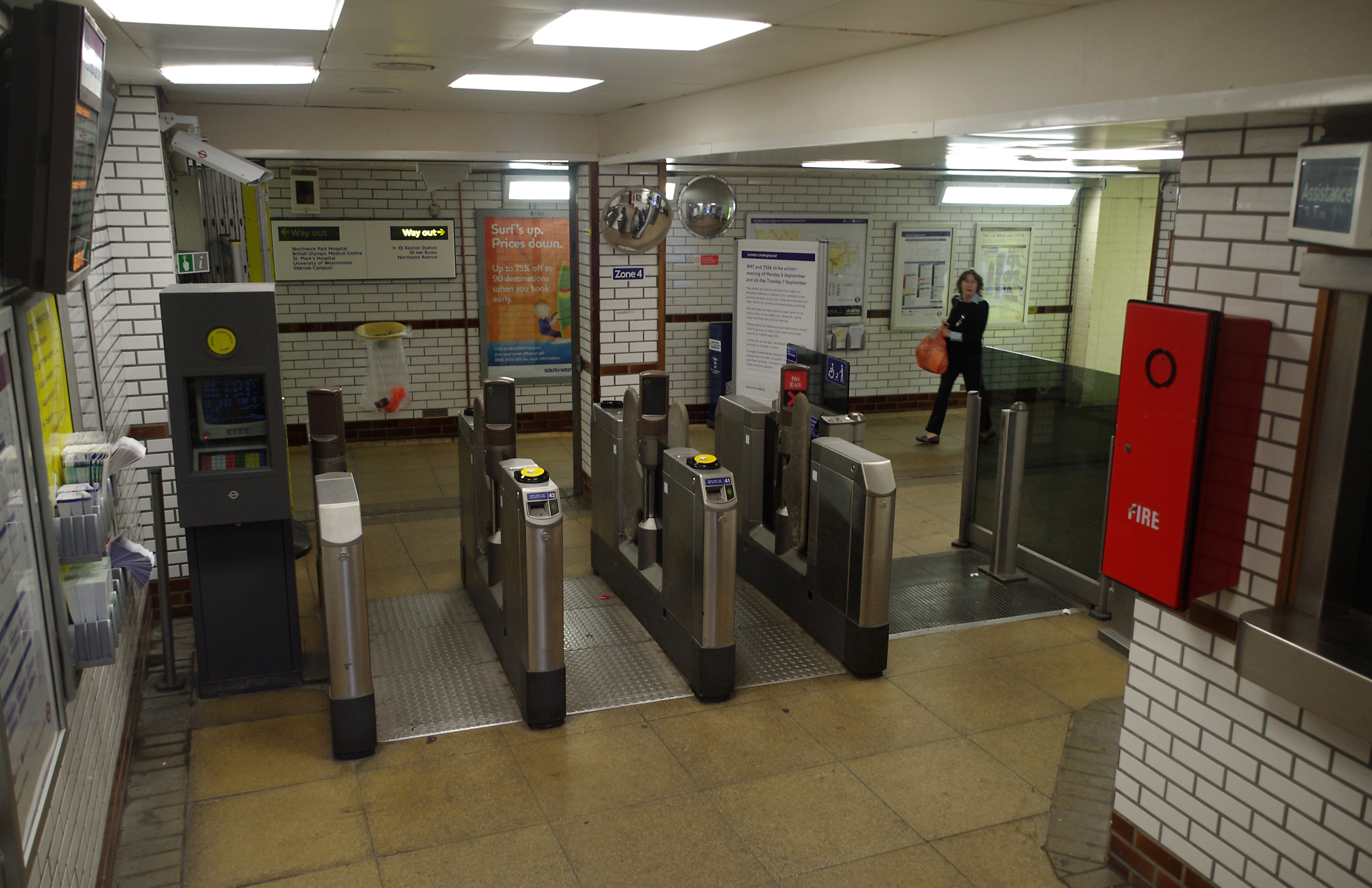
De OV-poortjes gezien vanaf de trap.
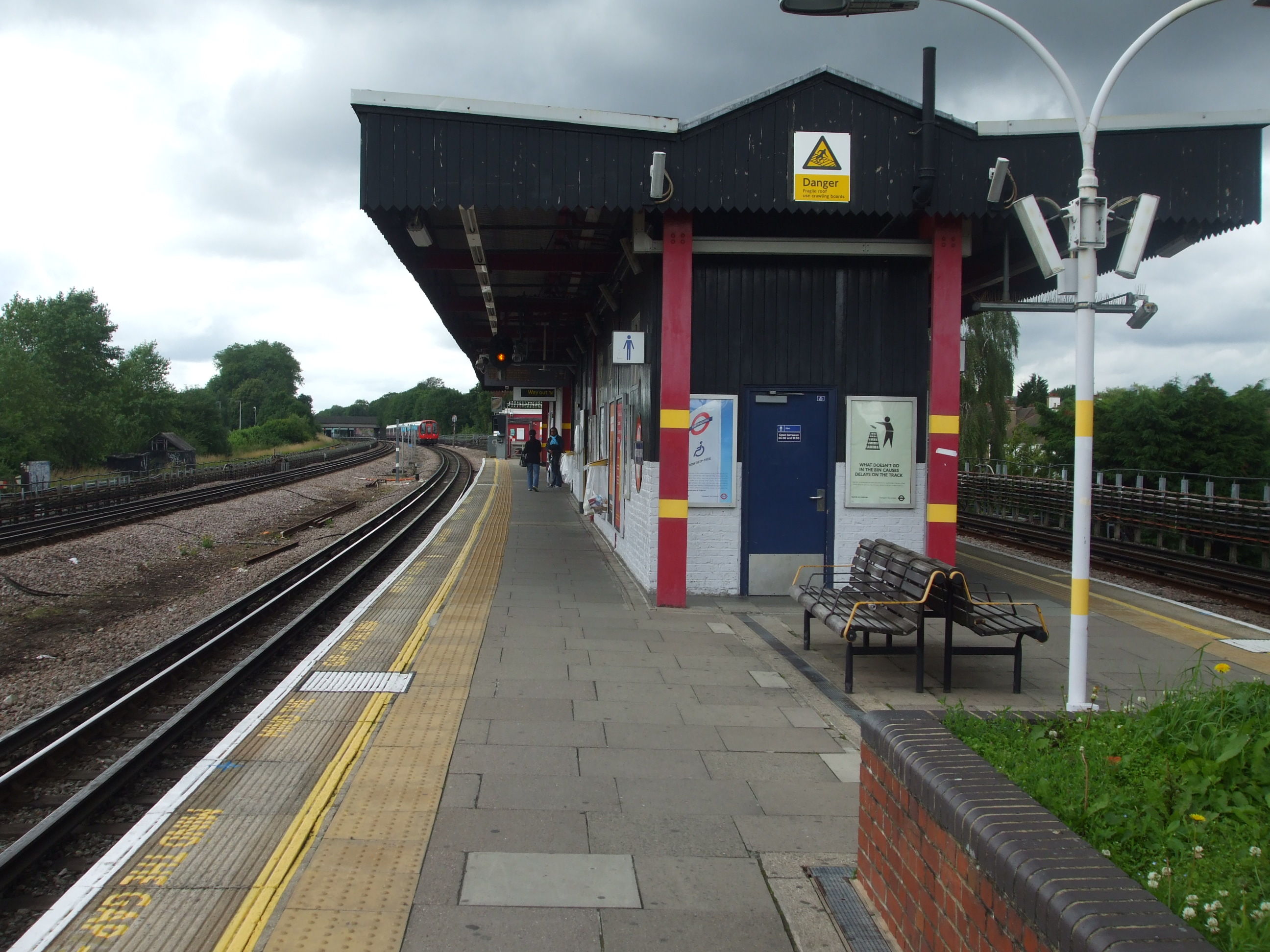
Een blik naar het noorden op het perron.
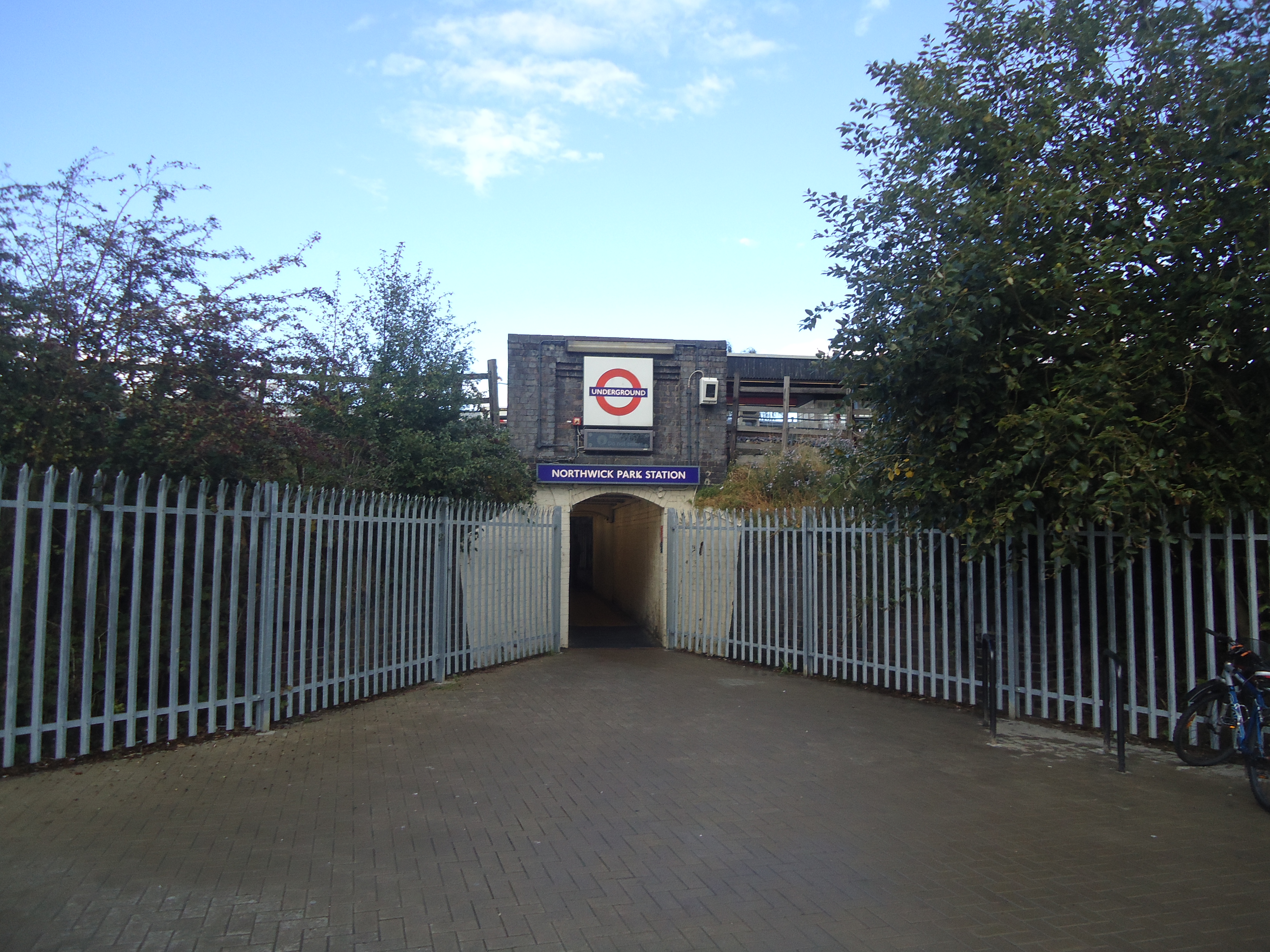
De zuidelijke ingang.

## Reizigersdienst
De normale dienst tijdens de daluren omvat:
- 2 ritten per uur noordwaarts naar Amersham (alle stations)
- 2 ritten per uur noordwaarts naar Chesham (alle stations)
- 8 ritten per uur noordwaarts naar Uxbridge (alle stations)
- 4 ritten per uur noordwaarts naar Watford (alle stations)
- 4 ritten per uur zuidwaarts naar Baker Street (alle stations)
- 12 ritten per uur zuidwaarts naar Aldgate via Baker Street (alle stations)

De spitsdienst omvat:
- 2 ritten per uur noordwaarts (alleen ochtendspits) naar Amersham (alle stations)
- 2 ritten per uur noordwaarts (alleen ochtendspits) naar Chesham (alle stations)
- 10 ritten per uur noordwaarts naar Uxbridge (alle stations)
- 4 ritten per uur zuidwaarts naar Baker Street (alle stations)
- 12 ritten per uur zuidwaarts naar Aldgate via Baker Street (alle stations)

Tijdens de avondspits moet voor de bestemmingen Amersham of Chesham vanaf Preston Road of Northwick Park moet worden overgestapt in Harrow-On-The-Hill.
Tijdens de ochtendspits (06.30 tot 9.30 uur) rijden snelle diensten vanuit Amersham en Chesham non-stop naar het zuiden, alleen tussen Moor Park , Harrow-On-The-Hill en Finchley Road , terwijl semi-snelle diensten vanuit Watford en Uxbridge tussen Harrow-On-The-Hill en Finchley Road non-stop naar het zuiden rijden. Tijdens de avondspits (16:30-19:30) stoppen snelle en semi-snelle diensten noordwaarts tussen Finchley Road en Harrow-on-the-Hill ook in Wembley Park.